# Aigues-Vives, Aude

Aigues-Vives este o comună în departamentul Aude din sudul Franței. În 1 ianuarie 2022 avea o populație de 536 de locuitori.